# Black Sails at Midnight
«Black Sails at Midnight» — другий студійний альбом шотландського павер-метал-гурту Alestorm. Реліз відбувся 27 травня 2009 року.

## Список композицій
| #     | Назва                                                                                    | Тривалість |
| ----- | ---------------------------------------------------------------------------------------- | ---------- |
| 1.    | «The Quest» (Christopher Bowes)                                                          | 4:56       |
| 2.    | «Leviathan» (Bowes)                                                                      | 5:55       |
| 3.    | «That Famous Ol' Spiced» (Bowes/Joe McQuade)                                             | 4:45       |
| 4.    | «Keelhauled» (Bowes)                                                                     | 3:42       |
| 5.    | «To the End of Our Days» (Bowes/Tim Shaw/McQuade)                                        | 6:22       |
| 6.    | «Black Sails at Midnight» (Bowes/Shaw)                                                   | 3:30       |
| 7.    | «No Quarter» (Bowes)                                                                     | 3:02       |
| 8.    | «Pirate Song» (Bowes/McQuade)                                                            | 4:02       |
| 9.    | «Chronicles of Vengeance» (Bowes/Shaw/McQuade)                                           | 6:24       |
| 10.   | «Wolves of the Sea» (кавер пісні Pirates of the Sea; Liberg/Sahlen/Andreasson/Wassenius) | 3:33       |
| 11.   | «P Is for Pirate» (ексклюзивний бонусний трек для iTunes; Bowes)                         | 0:50       |
| 47:09 |                                                                                          |            |

## Учасники запису
- Крістофер Бовес — вокал, клавіші, вісл
- Іан Вілсон — ударні, задній вокал
- Дені Еванс — бас-гітара, гітари, задній вокал

## Чарти
| Чарт (2009)                    | Місце |
| ------------------------------ | ----- |
| German Albums Chart            | 60    |
| US Billboard Heatseeker Albums | 87    |

## Історія релізів
| Країна    | Дата           |
| --------- | -------------- |
| Фінляндія | 27 травня 2009 |
| Іспанія   | 27 травня 2009 |
| Німеччина | 29 травня 2009 |
| Італія    |                |
| ЄС        | 1 червня 2009  |
| США       | 2 червня 2009  |